# AMD K6-III

AMD K6-III(코드명: "Sharptooth")는 1999년 2월 22일에 출시된 AMD에서 제조한 x86 마이크로프로세서 라인이다. 출시는 400MHz 및 450MHz 모델로 구성되었으며 이전 K6-2 아키텍처를 기반으로 했다. 향상된 256KB 온칩 L2 캐시 덕분에 이전 제품인 K6-2에 비해 시스템 성능이 크게 향상되었다. K6-III는 데스크톱 소켓 7 시스템용으로 공식적으로 출시된 마지막 프로세서였지만, 특정 보드에 업데이트된 BIOS가 제공되면 이후 모바일 K6-III 및 K6-2 프로세서가 특정 소켓 7 마더보드에서 비공식적으로 실행될 수 있었다. 인텔의 펜티엄 III 프로세서는 6일 후에 출시되었다.
출시 당시 인텔에서 가장 빠른 데스크톱 프로세서는 펜티엄 II 450MHz였으며 정수 애플리케이션 벤치마크에서는 400MHz K6-III가 비즈니스 애플리케이션에 사용할 수 있는 가장 빠른 프로세서로 이를 능가할 수 있었다. 불과 며칠 후인 2월 26일 인텔은 K6-III 450MHz보다 약간 빠른 500MHz 속도의 펜티엄 III "Katmai" 라인을 출시했다.
그러나 인텔이 3D 게임 성능에서 선두를 유지했다는 점에 유의하는 것이 중요하다. 당시 인기 있는 많은 1인칭 게임은 3D 환경을 그릴 때 인텔의 파이프라인 부동 소수점 장치에서 최대 성능을 추출하도록 특별히 조정되었다. K6-III는 K6-2와 동일한 부동 소수점 단위(낮은 대기 시간이지만 파이프라인은 아님)를 상속하므로 게임이 AMD의 3D-Now! SIMD 명령 - 성능은 인텔에서 실행될 때보다 여전히 훨씬 낮을 수 있다.